# Astana Fýtbol Klýby 2018
Questa voce raccoglie le informazioni riguardanti l'FC Astana nelle competizioni ufficiali della stagione 2018.

## Maglie e sponsor
Per la stagione 2018, il fornitore tecnico è Adidas, mentre gli sponsor di maglia sono Samruk-Kazyna e 1XBet (sulla manica sinistra e sui pantaloncini).
| 1ª divisa | 2ª divisa |

## Rosa
| N. |                                 | Ruolo | Calciatore            |
| -- | ------------------------------- | ----- | --------------------- |
| 1  | Kazakistan (bandiera)           | P     | Nenad Erić ()         |
| 2  | Serbia (bandiera)               | D     | Antonio Rukavina      |
| 4  | Bielorussia (bandiera)          | D     | Ihar Šytaŭ            |
| 5  | Bosnia ed Erzegovina (bandiera) | D     | Marin Aničić          |
| 6  | Ungheria (bandiera)             | C     | László Kleinheisler   |
| 7  | Kazakistan (bandiera)           | C     | Serikjan Mujïqov      |
| 9  | Serbia (bandiera)               | A     | Đorđe Despotović      |
| 10 | Brasile (bandiera)              | C     | Pedro Henrique        |
| 14 | Croazia (bandiera)              | C     | Marin Tomasov         |
| 15 | Kazakistan (bandiera)           | D     | Abzal Beýsebekov      |
| 18 | Bielorussia (bandiera)          | C     | Ivan Maeŭski          |
| 19 | Kazakistan (bandiera)           | C     | Baqtııaar Zaınýtdınov |
| 20 | Azerbaigian (bandiera)          | C     | Richard ()            |
| 23 | Ghana (bandiera)                | A     | Patrick Twumasi       |
| 25 | Kazakistan (bandiera)           | C     | Serhij Malyj          |
| 27 | Kazakistan (bandiera)           | D     | Yurïý Logvïnenko      |

| N. |                         | Ruolo | Calciatore           |
| -- | ----------------------- | ----- | -------------------- |
| 28 | Kazakistan (bandiera)   | D     | Iýrıı Persýh         |
| 30 | RD del Congo (bandiera) | A     | Junior Kabananga     |
| 32 | Curaçao (bandiera)      | A     | Rangelo Janga ()     |
| 35 | Kazakistan (bandiera)   | P     | Aleksandr Mokïn      |
| 44 | Kazakistan (bandiera)   | D     | Evgenij Postnikov () |
| 45 | Kazakistan (bandiera)   | A     | Roman Mýrtazaev      |
| 53 | Kazakistan (bandiera)   | P     | Stanïslav Pavlov     |
| 70 | Kazakistan (bandiera)   | C     | Sultan Sağınayev     |
| 72 | Kazakistan (bandiera)   | A     | Stanıslav Basmanov   |
| 77 | Kazakistan (bandiera)   | D     | Dmïtrïý Şomko        |
| 80 | Kazakistan (bandiera)   | A     | Vladıslav Prokopenko |
| 81 | Kazakistan (bandiera)   | A     | Ramazan Kárimov      |
| 88 | Serbia (bandiera)       | C     | Marko Stanojević     |
| 89 | Kazakistan (bandiera)   | D     | Lev Skvorcov         |
| 99 | Kazakistan (bandiera)   | A     | Alekseý Şçetkïn      |

## Calciomercato

### Sessione invernale
| Acquisti | Acquisti              | Acquisti          | Acquisti      |
| R.       | Nome                  | da                | Modalità      |
| -------- | --------------------- | ----------------- | ------------- |
| P        | Stanïslav Pavlov      | Tobyl             | definitivo    |
| C        | Srđan Grahovac        | Rapid Vienna      | definitivo    |
| C        | Abaý Jwnısov          | Aqtöbe            | fine prestito |
| C        | Geworg Najaryan       | Shahter Qaraǵandy | fine prestito |
| C        | Marko Stanojević      | Shahter Qaraǵandy | svincolato    |
| C        | Iýrıı Persýh          | Aqjaıyq           | definitivo    |
| C        | Baqtııaar Zaınýtdınov | Taraz             | definitivo    |
| A        | Dïdar Jalmuqan        | Tobyl             | fine prestito |
| A        | Azdren Llullaku       | Tobyl             | fine prestito |
| A        | Alekseý Şçetkïn       | Tobyl             | fine prestito |

| Cessioni | Cessioni         | Cessioni          | Cessioni             |
| R.       | Nome             | a                 | Modalità             |
| -------- | ---------------- | ----------------- | -------------------- |
| P        | Abılaýxan Dwýsen | Shahter Qaraǵandy | svincolato           |
| P        | Danïl Podımskïý  | Altaı             | prestito             |
| C        | Srđan Grahovac   | Rijeka            | prestito             |
| C        | Mädï Jaqıpbayev  | Shahter Qaraǵandy | prestito             |
| C        | Abaý Jwnısov     | Qyzyljar          | definitivo           |
| C        | Geworg Najaryan  | Shahter Qaraǵandy | svincolato           |
| C        | Berïk Şaïxov     | Aqjaıyq           | svincolato           |
| C        | Asqat Tağıbergen | Qaisar            | definitivo           |
| A        | Dïdar Jalmuqan   | Ordabasy          | prestito             |
| A        | Junior Kabananga | Al-Nassr          | definitivo (2 mln €) |
| A        | Azdren Llullaku  |                   | svincolato           |

### Sessione estiva
| Acquisti | Acquisti            | Acquisti          | Acquisti                |
| R.       | Nome                | da                | Modalità                |
| -------- | ------------------- | ----------------- | ----------------------- |
| D        | Marat Bystrov       | Tambov            | definitivo              |
| D        | Antonio Rukavina    | Villarreal        | svincolato              |
| C        | Mädï Jaqıpbayev     | Shahter Qaraǵandy | fine prestito           |
| C        | László Kleinheisler | Werder Brema      | definitivo (0,75 mln €) |
| C        | Pedro Henrique      | PAOK              | prestito                |
| C        | Richard             | Qarabağ           | svincolato              |
| C        | Marin Tomasov       | Rijeka            | definitivo (0,5 mln €)  |
| A        | Rangelo Janga       | Gent              | definitivo              |
| A        | Junior Kabananga    | Al-Nassr          | prestito                |

| Cessioni | Cessioni         | Cessioni     | Cessioni             |
| R.       | Nome             | a            | Modalità             |
| -------- | ---------------- | ------------ | -------------------- |
| D        | Marat Bystrov    | Tobyl        | prestito             |
| D        | Talğat Kwsyapov  | Oqjetpes     | prestito             |
| D        | Ihar Šytaŭ       | Dinamo Minsk | svincolato           |
| C        | Iýrıı Persýh     | Atyrau       | prestito             |
| C        | Marko Stanojević | Levadeiakos  | svincolato           |
| A        | Đorđe Despotović | Orenburg     | svincolato           |
| A        | Patrick Twumasi  | Alavés       | definitivo (3 mln €) |

## Risultati

### Prem'er Ligasy
| Arbitro: | Qızılbayev (Aqtöbe) |

|                                  |           |  |
| Tomasov 9’ Malyj 74’ Mujïqov 80’ | Marcatori |  |

| Arbitro: | Abdwllayev (Karatau) |

|  |           |                           |
|  | Marcatori | 28’ Twumasi 45+3’ Şçetkïn |

| Arbitro: | Çesnokov (Öskemen) |

|                          |           |  |
| Twumasi 9’ Mýrtazaev 15’ | Marcatori |  |

| Arbitro: | Saxï (Qyzylorda) |

|               |           |                                                                |
| Hernández 90’ | Marcatori | 39’, 50’, 61’ Zaınýtdınov 65’ Mýrtazaev 70’ Persýh 88’ Tomasov |

| Arbitro: | Kwçïn (Qaraǧandy) |

|                 |           |             |
| Zaınýtdınov 52’ | Marcatori | 71’ Aršavin |

| Arbitro: | Raxïmbayev (Almaty) |

|                 |           |                  |
| Tuñğışbayev 44’ | Marcatori | 29’, 38’ Şçetkïn |

| Arbitro: | Sarïev (Oral) |

|                    |           |  |
| Twumasi 67’ (rig.) | Marcatori |  |

| Arbitro: | Moskovçenko (Pavlodar) |

|               |           |  |
| Kojašević 70’ | Marcatori |  |

| Arbitro: | Goroxovodackïý (Almaty) |

|                            |           |  |
| Despotović 79’ Tomasov 82’ | Marcatori |  |

| Arbitro: | Karlïbayev (Oral) |

|  |           |                                |
|  | Marcatori | 61’ (rig.) Twumasi 64’ Tomasov |

| Arbitro: | Abdanbayev (Taraz) |

|                                    |           |              |
| Despotović 1’ Tomasov 7’ Şomko 68’ | Marcatori | 17’ Reynaldo |

| Arbitro: | Atajanov (Şımkent) |

|                                            |           |  |
| Twumasi 26’ Glavina 46’ (aut.) Tomasov 74’ | Marcatori |  |

| Arbitro: | Tevyaşov (Oral) |

|  |           |                         |
|  | Marcatori | 22’ Twumasi 65’ Mujïqov |

| Arbitro: | Kwçïn (Qaraǧandy) |

|                                   |           |  |
| Mýrtazaev 40’, 67’ Despotović 60’ | Marcatori |  |

| Arbitro: | Abdwllayev (Karatau) |

|          |           |                                |
| Qwat 30’ | Marcatori | 45+2’ Despotović 88’ Mýrtazaev |

| Arbitro: | Moskovçenko (Pavlodar) |

|                                                               |           |                                              |
| Mýrtazaev 34’, 36’ Şomko 45+1’ Şçetkïn 90+1’ Despotović 90+5’ | Marcatori | 9’ (rig.) Diakhaté 54’ Bertoglio 82’ Bočarov |

| Qostanay 5 luglio 2018, ore 18:00 UTC+6 17ª giornata | Tobyl            | 0 – 0 referto | Astana | Stadio Centrale (2 500 spett.)\| Arbitro: \| Saxï (Qyzylorda) \| |
| Arbitro:                                             | Saxï (Qyzylorda) |               |        |                                                                  |

| Arbitro: | Qızılbayev (Aqtöbe) |

|                         |           |  |
| Şçetkïn 44’ Tomasov 82’ | Marcatori |  |

| Arbitro: | Abdwllayev (Karatau) |

|  |           |                    |
|  | Marcatori | 80’, 90+3’ Twumasi |

| Arbitro: | Sarïev (Oral) |

|                         |           |  |
| Logvïnenko 2’ Malyj 62’ | Marcatori |  |

| Arbitro: | Bay̆ımbet (Taraz) |

|              |           |           |
| Simčević 54’ | Marcatori | 36’ Janga |

| Arbitro: | Çesnokov (Öskemen) |

|                                   |           |  |
| Chudob"jak 4’ Mané 54’ Eseola 85’ | Marcatori |  |

| Arbitro: | Atajanov (Şımkent) |

|                        |           |             |
| Ómirtaev 21’, 27’, 38’ | Marcatori | 85’ Kárimov |

| Arbitro: | Vïşnïçenko (Qostanay) |

|                       |           |  |
| Şçetkïn 13’, 41’, 72’ | Marcatori |  |

| Arbitro: | Abdwllayev (Karatau) |

|  |           |                    |
|  | Marcatori | 87’ (rig.) Şçetkïn |

| Astana 16 settembre 2018, ore 19:00 UTC+6 26ª giornata | Astana                 | 0 – 0 referto | Qaisar | Astana Arena (4 000 spett.)\| Arbitro: \| Moskovçenko (Pavlodar) \| |
| Arbitro:                                               | Moskovçenko (Pavlodar) |               |        |                                                                     |

| Arbitro: | Abdanbayev (Taraz) |

|                |           |                                |
| Karašausks 37’ | Marcatori | 23’ (rig.) Richard 26’ Şçetkïn |

| Arbitro: | Karlïbayev (Oral) |

|                            |           |  |
| Janga 38’ Tomasov 85’, 87’ | Marcatori |  |

| Arbitro: | Tevyaşov (Oral) |

|              |           |                       |
| Jumağalï 55’ | Marcatori | 42’ Janga 62’ Mujïqov |

| Arbitro: | Çesnokov (Öskemen) |

|             |           |                 |
| Tomasov 53’ | Marcatori | 55’ Moldaqaraev |

| Arbitro: | Bay̆ımbet (Taraz) |

|                |           |  |
| Nurğalïyev 59’ | Marcatori |  |

| Arbitro: | Kwçïn (Qaraǧandy) |

|                                           |           |                            |
| Tomasov 35’ Zaınýtdınov 39’ Mýrtazaev 61’ | Marcatori | 22’ Paragwl'gov 60’ Eseola |

| Arbitro: | Raxïmbayev (Almaty) |

|                                 |           |  |
| Tomasov 21’, 65’, 68’ Janga 51’ | Marcatori |  |

### Coppa del Kazakistan
| Arbitro: | Moskovçenko (Pavlodar) |

|                                     |           |                |
| Ermwzayev 42’ Abwtov 57’ Nabïev 80’ | Marcatori | 86’ Prokopenko |

### UEFA Champions League

#### Primo turno
| Arbitro: | Karakó |

|                      |           |  |
| Mýrtazaev 29’ (rig.) | Marcatori |  |

| Arbitro: | Pinheiro |

|  |           |                            |
|  | Marcatori | 38’ Despotović 65’ Mujïqov |

#### Secondo turno
| Arbitro: | Petrescu |

|                         |           |             |
| Kleinheisler 31’, 90+4’ | Marcatori | 51’ Wikheim |

| Herning 1º agosto 2018, ore 19:00 CEST Ritorno | Midtjylland      | 0 – 0 referto | Astana | MCH Arena (8 731 spett.)\| Arbitro: \| Martínez Munuera \| |
| Arbitro:                                       | Martínez Munuera |               |        |                                                            |

#### Terzo turno
| Arbitro: | Beaton |

|  |           |                      |
|  | Marcatori | 39’ Budimir 84’ Olmo |

| Arbitro: | Mažeika |

|                |           |  |
| Gavranović 74’ | Marcatori |  |

### UEFA Europa League 2017-2018
| Arbitro: | Buquet |

|            |           |                                              |
| Tomasov 7’ | Marcatori | 48’ (rig.) Fernandes 50’ Martins 55’ Doumbia |

| Arbitro: | Bognár |

|                            |           |                                     |
| Dost 3’ Fernandes 53’, 63’ | Marcatori | 37’ Tomasov 80’ Twumasi 90+4’ Şomko |

### UEFA Europa League 2018-2019

#### Play-off
| Arbitro: | Siebert |

|          |           |  |
| Caju 79’ | Marcatori |  |

| Arbitro: | Kehlet |

|                                       |                      |                                               |
| P. Henrique 16’ (rig.)                | Marcatori            |                                               |
| Richard Aničić P. Henrique Beýsebekov | Tiri di rigore 2 – 1 | Morais De Vincenti Efraim Dellatorre L. Souza |

#### Fase a gironi
| Arbitro: | Özkahya |

|                           |           |                            |
| Cyhankov 11’ Harmaš 45+2’ | Marcatori | 21’ Aničić 90+5’ Mýrtazaev |

| Arbitro: | Gestranius |

|                               |           |  |
| Zaınýtdınov 64’ Tomasov 90+1’ | Marcatori |  |

| Arbitro: | Schörgenhofer |

|              |           |                 |
| Považanec 4’ | Marcatori | 11’ P. Henrique |

| Arbitro: | Vad |

|                               |           |                        |
| P. Henrique 18’ Postnikov 88’ | Marcatori | 40’ (aut.) Zaınýtdınov |

| Arbitro: | Bebek |

|  |           |            |
|  | Marcatori | 29’ Verbič |

| Arbitro: | Gözübüyük |

|               |           |  |
| Sarr 68’, 73’ | Marcatori |  |

### Supercoppa
| Arbitro: | Kwçïn (Qaraǧandy) |

|                              |           |  |
| Maeŭski 59’ Tomasov 62’, 67’ | Marcatori |  |

## Statistiche

### Statistiche di squadra
| Competizione              | Punti | In casa | In casa | In casa | In casa | In casa | In casa | In trasferta | In trasferta | In trasferta | In trasferta | In trasferta | In trasferta | Totale | Totale | Totale | Totale | Totale | Totale | DR  |
| Competizione              | Punti | G       | V       | N       | P       | Gf      | Gs      | G            | V            | N            | P            | Gf           | Gs           | G      | V      | N      | P      | Gf     | Gs     | DR  |
| ------------------------- | ----- | ------- | ------- | ------- | ------- | ------- | ------- | ------------ | ------------ | ------------ | ------------ | ------------ | ------------ | ------ | ------ | ------ | ------ | ------ | ------ | --- |
| Qazаqstan Prem'er Ligasy  | 77    | 17      | 14      | 3       | 0       | 41      | 8       | 16           | 10           | 2            | 4            | 25           | 14           | 33     | 24     | 5      | 4      | 66     | 22     | +44 |
| Coppa del Kazakistan      | -     | -       | -       | -       | -       | -       | -       | 1            | 0            | 0            | 1            | 1            | 3            | 1      | 0      | 0      | 1      | 1      | 3      | -2  |
| Champions League          | -     | 3       | 2       | 0       | 1       | 3       | 3       | 3            | 1            | 1            | 1            | 2            | 1            | 6      | 3      | 1      | 2      | 5      | 4      | +1  |
| Europa League             | 8     | 5       | 3       | 1       | 1       | 6       | 5       | 5            | 0            | 3            | 2            | 6            | 9            | 10     | 3      | 3      | 4      | 12     | 14     | -2  |
| Supercoppa del Kazakistan | -     | -       | -       | -       | -       | -       | -       | -            | -            | -            | -            | -            | -            | 1      | 1      | 0      | 0      | 3      | 0      | +3  |
| Totale                    | 85    | 25      | 19      | 4       | 2       | 50      | 16      | 25           | 11           | 6            | 8            | 34           | 27           | 51     | 31     | 9      | 11     | 87     | 43     | +44 |

### Andamento in campionato
| Giornata  | 1 | 2 | 3 | 4 | 5 | 6 | 7 | 8 | 9 | 10 | 11 | 12 | 13 | 14 | 15 | 16 | 17 | 18 | 19 | 20 | 21 | 22 | 23 | 24 | 25 | 26 | 27 | 28 | 29 | 30 | 31 | 32 | 33 |
| --------- | - | - | - | - | - | - | - | - | - | -- | -- | -- | -- | -- | -- | -- | -- | -- | -- | -- | -- | -- | -- | -- | -- | -- | -- | -- | -- | -- | -- | -- | -- |
| Luogo     | C | T | C | T | C | T | C | T | C | T  | C  | C  | T  | C  | T  | C  | T  | C  | T  | C  | T  | T  | T  | C  | T  | C  | T  | C  | T  | C  | T  | C  | C  |
| Risultato | V | V | V | V | N | V | V | P | V | V  | V  | V  | V  | V  | V  | V  | N  | V  | V  | V  | N  | P  | P  | V  | V  | N  | V  | V  | V  | N  | P  | V  | V  |
| Posizione | 1 | 1 | 1 | 1 | 1 | 1 | 1 | 1 | 1 | 1  | 1  | 1  | 1  | 1  | 1  | 1  | 1  | 1  | 1  | 1  | 1  | 1  | 1  | 1  | 1  | 1  | 1  | 1  | 1  | 1  | 1  | 1  | 1  |

Legenda:

Luogo: C = Casa; T = Trasferta. Risultato: V = Vittoria; N = Pareggio; P = Sconfitta.

### Statistiche dei giocatori
Sono in corsivo i calciatori che hanno lasciato la società a stagione in corso.
| Giocatore       | Qazaqstan Prem'er Ligasy | Qazaqstan Prem'er Ligasy | Qazaqstan Prem'er Ligasy | Qazaqstan Prem'er Ligasy | Coppe nazionali | Coppe nazionali | Coppe nazionali | Coppe nazionali | UEFA Champions League | UEFA Champions League | UEFA Champions League | UEFA Champions League | UEFA Europa League | UEFA Europa League | UEFA Europa League | UEFA Europa League | Totale   | Totale | Totale      | Totale     |
| Giocatore       | Presenze                 | Reti                     | Ammonizioni              | Espulsioni               | Presenze        | Reti            | Ammonizioni     | Espulsioni      | Presenze              | Reti                  | Ammonizioni           | Espulsioni            | Presenze           | Reti               | Ammonizioni        | Espulsioni         | Presenze | Reti   | Ammonizioni | Espulsioni |
| --------------- | ------------------------ | ------------------------ | ------------------------ | ------------------------ | --------------- | --------------- | --------------- | --------------- | --------------------- | --------------------- | --------------------- | --------------------- | ------------------ | ------------------ | ------------------ | ------------------ | -------- | ------ | ----------- | ---------- |
| M. Aničić       | 27                       | 0                        | 2                        | 0                        | 0+1             | 0               | 0               | 0               | 5                     | 0                     | 2                     | 0                     | 9                  | 1                  | 3                  | 0                  | 42       | 1      | 7           | 0          |
| A. Bey̆sebekov   | 28                       | 0                        | 4                        | 0                        | 0+1             | 0               | 0               | 0               | 0                     | 0                     | 0                     | 0                     | 5                  | 0                  | 2                  | 0                  | 34       | 0      | 6           | 0          |
| Đ. Despotović   | 15                       | 5                        | 3                        | 0                        | 0+1             | 0               | 0               | 0               | 2                     | 1                     | 0                     | 0                     | 2                  | 0                  | 0                  | 0                  | 20       | 6      | 3           | 0          |
| N. Erić         | 20                       | -11                      | 0                        | 0                        | 0+1             | 0               | 0               | 0               | 6                     | -4                    | 0                     | 0                     | 10                 | -15                | 1                  | 0                  | 37       | -30    | 1           | 0          |
| P. Henrique     | 8                        | 0                        | 1                        | 0                        | 0               | 0               | 0               | 0               | 4                     | 0                     | 0                     | 0                     | 7                  | 3                  | 5                  | 0                  | 19       | 3      | 6           | 0          |
| R. Janga        | 10                       | 4                        | 0                        | 0                        | 0               | 0               | 0               | 0               | 3                     | 0                     | 0                     | 0                     | 7                  | 0                  | 0                  | 0                  | 20       | 4      | 0           | 0          |
| J. Kabananga    | 6                        | 0                        | 0                        | 0                        | 0               | 0               | 0               | 0               | 3                     | 0                     | 0                     | 0                     | 8                  | 0                  | 0                  | 0                  | 17       | 0      | 0           | 0          |
| R. Kárimov      | 1                        | 1                        | 0                        | 0                        | 1+0             | 0               | 0               | 0               | 0                     | 0                     | 0                     | 0                     | 0                  | 0                  | 0                  | 0                  | 2        | 1      | 0           | 0          |
| L. Kleinheisler | 28                       | 0                        | 6                        | 0                        | 0+1             | 0               | 0               | 0               | 6                     | 2                     | 0                     | 0                     | 9                  | 0                  | 4                  | 0                  | 44       | 2      | 10          | 0          |
| Y. Logvïnenko   | 16                       | 1                        | 1                        | 0                        | 0               | 0               | 0               | 0               | 1                     | 0                     | 0                     | 0                     | 3                  | 0                  | 1                  | 1                  | 20       | 1      | 2           | 1          |
| I. Maeŭski      | 25                       | 0                        | 6                        | 0                        | 0+1             | 0+1             | 0               | 0               | 6                     | 0                     | 2                     | 0                     | 10                 | 0                  | 1                  | 0                  | 42       | 1      | 9           | 0          |
| S. Malyj        | 17                       | 2                        | 3                        | 0                        | 0               | 0               | 0               | 0               | 1                     | 0                     | 1                     | 0                     | 2                  | 0                  | 0                  | 0                  | 20       | 2      | 4           | 0          |
| A. Mokïn        | 13                       | -8                       | 0                        | 0                        | 0               | 0               | 0               | 0               | 0                     | 0                     | 0                     | 0                     | 0                  | 0                  | 0                  | 0                  | 13       | -8     | 0           | 0          |
| S. Mujïqov      | 21                       | 3                        | 5                        | 0                        | 0+1             | 0               | 0               | 0               | 6                     | 1                     | 1                     | 0                     | 7                  | 0                  | 3                  | 0                  | 35       | 4      | 9           | 0          |
| R. Mýrtazaev    | 28                       | 8                        | 2                        | 0                        | 0               | 0               | 0               | 0               | 5                     | 1                     | 0                     | 0                     | 7                  | 1                  | 0                  | 0                  | 40       | 10     | 2           | 0          |
| S. Pavlov       | 1                        | -3                       | 0                        | 0                        | 1+0             | -3+0            | 0               | 0               | 0                     | 0                     | 0                     | 0                     | 0                  | 0                  | 0                  | 0                  | 2        | -6     | 0           | 0          |
| I. Persýh       | 6                        | 1                        | 0                        | 0                        | 0+1             | 0               | 0               | 0               | 0                     | 0                     | 0                     | 0                     | 0                  | 0                  | 0                  | 0                  | 7        | 1      | 0           | 0          |
| E. Postnikov    | 19                       | 0                        | 3                        | 0                        | 0+1             | 0               | 0               | 0               | 6                     | 0                     | 2                     | 0                     | 9                  | 1                  | 1                  | 0                  | 35       | 1      | 6           | 0          |
| V. Prokopenko   | 6                        | 0                        | 1                        | 0                        | 1+0             | 1               | 0               | 0               | 0                     | 0                     | 0                     | 0                     | 0                  | 0                  | 0                  | 0                  | 7        | 1      | 1           | 0          |
| Richard         | 8                        | 1                        | 0                        | 0                        | 0               | 0               | 0               | 0               | 4                     | 0                     | 1                     | 0                     | 6                  | 0                  | 2                  | 0                  | 18       | 1      | 3           | 0          |
| A. Rukavina     | 3                        | 0                        | 1                        | 0                        | 0               | 0               | 0               | 0               | 6                     | 0                     | 0                     | 0                     | 8                  | 0                  | 1                  | 0                  | 17       | 0      | 2           | 0          |
| S. Sağnayev     | 5                        | 0                        | 3                        | 0                        | 1+0             | 0               | 0               | 0               | 0                     | 0                     | 0                     | 0                     | 0                  | 0                  | 0                  | 0                  | 6        | 0      | 3           | 0          |
| A. Şçetkïn      | 26                       | 10                       | 0                        | 0                        | 0+1             | 0               | 0               | 0               | 5                     | 0                     | 0                     | 0                     | 1                  | 0                  | 0                  | 0                  | 33       | 10     | 0           | 0          |
| L. Skvorcov     | 1                        | 0                        | 0                        | 0                        | 1+0             | 0               | 0               | 0               | 0                     | 0                     | 0                     | 0                     | 0                  | 0                  | 0                  | 0                  | 2        | 0      | 0           | 0          |
| D. Şomko        | 23                       | 2                        | 3                        | 0                        | 0+1             | 0               | 0               | 0               | 6                     | 0                     | 0                     | 0                     | 8                  | 1                  | 1                  | 0                  | 38       | 3      | 4           | 0          |
| M. Stanojević   | 9                        | 0                        | 1                        | 0                        | 0+1             | 0               | 0               | 0               | 1                     | 0                     | 0                     | 0                     | 2                  | 0                  | 0                  | 0                  | 13       | 0      | 1           | 0          |
| I. Šytaŭ        | 5                        | 0                        | 0                        | 0                        | 0               | 0               | 0               | 0               | 0                     | 0                     | 0                     | 0                     | 2                  | 0                  | 0                  | 0                  | 7        | 0      | 0           | 0          |
| M. Tomasov      | 30                       | 14                       | 2                        | 0                        | 0+1             | 0+2             | 0               | 0               | 6                     | 0                     | 0                     | 0                     | 10                 | 3                  | 0                  | 0                  | 47       | 19     | 2           | 0          |
| P. Twumasi      | 15                       | 8                        | 1                        | 0                        | 0+1             | 0               | 0               | 0               | 0                     | 0                     | 0                     | 0                     | 2                  | 1                  | 0                  | 0                  | 18       | 9      | 1           | 0          |
| B. Zaınýtdınov  | 27                       | 5                        | 4                        | 0                        | 0               | 0               | 0               | 0               | 2                     | 0                     | 0                     | 0                     | 6                  | 1                  | 0                  | 0                  | 35       | 6      | 4           | 0          |